# سباحات عمياء
سباحات عمياء أو عديمات الأرجل المائية أو ثعابين الماء المطاطة (الاسم العلمي: Typhlonectidae)، فصيلة برمائيات، أعطانها في شرق جبال الأنديز في أمريكا الجنوبية.